# Cerdedo-Cotobade
Cerdedo-Cotobade es un municipio español de la provincia de Pontevedra, en Galicia. Se creó en 2016 fruto de la fusión de los municipios de Cerdedo y Cotobad.
Pertenece a dos comarcas: el territorio del antiguo municipio de Cerdedo pertenece a Tabeirós-Tierra de Montes, mientras que el antiguo municipio de Cotobad pertenece a la comarca de Pontevedra.

## Geografía
Limita con los municipios de Campo Lameiro y La Estrada al norte, Forcarey al este, La Lama y Puentecaldelas al sur, y Pontevedra al oeste.

## Geografía humana

### Demografía
Según el INE en 2018 tenía 5815 habitantes.
| Gráfica de evolución demográfica de Cerdedo-Cotobade entre 2021 y 2021                                                |
| |
| Población de derecho según los censos de población del INE. Población de hecho según los censos de población del INE. |

### Parroquias
Parroquias que forman parte del municipio:
- Aguasantas (Santa María)
- Almofrey[6]
- Borela (San Martiño)
- Carballedo (San Miguel)
- Caroy[6]
- Castro (Santa Eulalia)[4]
- Cerdedo (San Xoán)
- Corredoira (San Gregorio)
- Figueroa (San Martiño)
- Folgoso (Santa María)
- Loureiro (Santiago)
- Parada (San Pedro)
- Pedre (San Estebo)
- Quireza (Santo Tomé)
- Rebordelo (San Martiño)
- Santa María de Sacos (Santa María)
- San Jorge de Sacos (San Jorge)[6]
- Tenorio (San Pedro)
- Tomonde (Santa Mariña)
- Valongo (San Andrés)
- Viascón[6]